# Justyna i Piotr
Justyna i Piotr – polski duet muzyczny.

## Historia zespołu
Duet został utworzony w 1997 w Poznaniu z inicjatywy wokalistki i autorki tekstów Justyny Adamczak oraz kompozytora Marka Górskiego. Muzycy zaprosili do współpracy Piotra Albina, a z imion duetu wokalnego utworzono nazwę zespołu – Justyna i Piotr. Od samego początku wokaliści współpracowali z Leonardem Najderkiem, który był współwłaścicielem studia nagrań oraz osobą czuwającą nad sprawami technicznymi i finansowymi duetu.
Wykonawcy muzyki disco polo, pop i dance. Ich pierwszy wspólny koncert odbył się latem 1997 w Operze Leśnej w Sopocie, gdzie nagrali swój pierwszy teledysk do piosenki „Jak ptaki na niebie”. Kolejne teledyski, do utworów „Wakacyjna miłość” oraz „Po prostu Ty”, duet nagrywał na Lazurowym Wybrzeżu oraz Riwierze Włoskiej. Utwór „Wakacyjna miłość” przez wiele tygodni zajmował czołowe miejsca radiowych i telewizyjnych list przebojów disco polo.
Występowali między innymi na Ogólnopolskim Festiwalu Muzyki Tanecznej w Koszalinie. Duet wydał w swojej karierze dziewięć wydawnictw długogrających: Jak ptaki na niebie (1997), Wakacyjna miłość (1999), Ciao Italia (2000), Najpiękniejsze kolędy (2000), Ciao Italia Vol. 2 (2001), Maleńkie serca dwa (2002), Najpiękniejsze przeboje piosenki francuskiej (2003), Ciao Italia Vol. 3 (2003) oraz Wielka kolekcja disco polo (2009).
W 2003 nastąpiła zmiana wokalisty w duecie, a miejsce Piotra Albina zajął Piotr Nowak. Poszukiwania nowego wokalisty trwały sześć miesięcy, w trakcie których przesłuchano kilkudziesięciu kandydatów. Zmiana spowodowana była uzyskaniem oferty pracy poza granicami Polski przez poprzedniego wokalistę.
15 lipca 2013 nakładem wydawnictwa Folk ukazała się składanka Justyna i Piotr prezentują: Taneczne klimaty Vol. 4, na której znalazło się siedemnaście utworów wykonywanych przez różnych artystów (na albumie pojawił się między innymi Don Vasyl oraz Damian Holecki), w tym dwa utwory śpiewane przez duet: „Między ziemią a niebem” oraz „Poszybować w lepszy dzień”. 29 stycznia 2015 duet wydał singel „Wrócę po Twoje serce”.

## Dyskografia
| Rok  | Dane dot. albumu                                                             |
| ---- | ---------------------------------------------------------------------------- |
| 1997 | Jak ptaki na niebie - Wydany: 1997 - Wytwórnia: STD                          |
| 1999 | Wakacyjna miłość - Wydany: 2000 - Wytwórnia: STD                             |
| 2000 | Ciao Italia - Wydany: 2000 - Wytwórnia: STD                                  |
| 2000 | Najpiękniejsze kolędy - Wydany: 2000 - Wytwórnia: STD                        |
| 2001 | Ciao Italia Vol. 2 - Wydany: 2001 - Wytwórnia: STD                           |
| 2002 | Maleńkie serca dwa - Wydany: 2002 - Wytwórnia: STD                           |
| 2003 | Najpiękniejsze przeboje piosenki francuskiej - Wydany: 2003 - Wytwórnia: STD |
| 2003 | Ciao Italia Vol. 3 - Wydany: 2003 - Wytwórnia: STD                           |
| 2009 | Wielka kolekcja disco polo - Wydany: 2009 - Wytwórnia: MediaWay              |